# پارک پروازی لستر استیت اولترایت
پارک پروازی لستر استیت اولترایت (به انگلیسی: Lester State Ultralight Flightpark) یک فرودگاه همگانی است که یک باند فرود چمن دارد و طول باند آن ۱۲۲ متر است. این فرودگاه در کشور ایالات متحده آمریکا قرار دارد و در ارتفاع ۵۱۶ متری از سطح دریا واقع شده است.